# Charikar
Charikar ou Chârikâr (em persa: چاریکار), é uma cidade do Afeganistão, capital da província de Parvan.